# Amédée Girard
Pour les articles homonymes, voir Girard.
Amédée Girard est un homme politique français, né le 4 décembre 1826 à Riom (Puy-de-Dôme) et décédé le 26 juillet 1900 dans cette même ville. Maire de Riom, il fut député du Puy-de-Dôme sous la Troisième République. 

## Biographie
Il est issu d'une très ancienne famille de Riom. Après des études au collège de la ville, il part pour un long séjour en Grèce et au Levant et en gardera un philhellénisme tout au long de sa vie. Après son retour en France, il suit des études de médecine à Paris. Devenu médecin en 1851, il ouvre son cabinet dans sa ville natale. Il est conseiller municipal de Riom en 1867 (où il est alors le seul républicain à siéger) et maire de 1886 à 1889, où il ne se représente pas. 
Il devient conseiller général en 1871. Il se présente aux élections législatives de 1889 comme républicain mais il est battu par Raymond de Bar. Il le bat lors des élections de 1893 et est réélu en 1898.  Il est inscrit au groupe de la Gauche démocratique. Très actif au sein de sa commune et de son canton, on lui doit la fondation d'un collège, d'importants travaux de voirie et l'édification d'une caserne. Il finance également avec son argent l'érection d'un monument à Vercingétorix sur le plateau de Gergovie et la construction d'un marché couvert à Riom.
Il est membre de nombreuses sociétés savantes dont l'Académie des sciences, belles-lettres et arts de Clermont-Ferrand, la Ligue franco-italienne et la Société pour l'étude de la langue grecque, car il était passionné par cette langue.

## Mandats
- De 1886 à 1889, maire de Riom.
- Du 20 août 1893 au 31 mai 1898, député du Puy-de-Dôme (VIe législature)[1].
- Du 8 mai 1898 au 26 juillet 1900, député du Puy-de-Dôme (VIIe législature)[1].

## Distinction
- Chevalier de la Légion d'honneur[1].